# طرح‌ریزی واحدهای صنعتی (کتاب)
طرح‌ریزی واحدهای صنعتی کتابی از جیمز م. اپل با ترجمهٔ اردوان آصف وزیری است که در سال ۱۳۷۲ منتشر و در مراسم کتاب سال جمهوری اسلامی ایران به‌عنوان کتاب برگزیده معرفی شد.